# Orinoco Flow
"Orinoco Flow" é um single da cantora Enya, lançada em 15 de outubro de 1988 mundialmente pela Warner Music e em 10 de janeiro de 1989 nos Estados Unidos pela Reprise Records como carro-chefe do álbum Watermark. A música ficou em primeiro lugar na Inglaterra por três semanas e alcançou várias paradas musicais do mundo todo. "Orinoco Flow" recebeu uma indicação ao Grammy Award por melhor vídeo musical e melhor performance New Age. A música fez parte da trilha sonora da telenovela Que Rei Sou Eu?.

## Cover
O grupo Celtic Woman canta essa música no CD/DVD Celtic Woman.